# Comuna de Włoszczowa
Włoszczowa (polaco: Gmina Włoszczowa) é uma gminy (comuna) na Polónia, na voivodia de Santa Cruz e no condado de Włoszczowski. A sede do condado é a cidade de Włoszczowa.
De acordo com os censos de 2004, a comuna tem 20 487 habitantes, com uma densidade 80,8 hab/km².

## Área
Estende-se por uma área de 253,7 km², incluindo:
- área agricola: 523%
- área florestal: 399%

## Demografia
Dados de 30 de Junho 2004:
|                      | Total   | Total | Mulheres | Mulheres | Homens  | Homens |
| -------------------- | ------- | ----- | -------- | -------- | ------- | ------ |
|                      | pessoas | %     | pessoas  | %        | pessoas | %      |
| População            | 20 487  | 100   | 10 490   | 1100%    | 9997    | 10%    |
| Densidade (pop./km²) | 100%    | 100   | 41,3     | 41,3     | 39,4    | 39,4   |

De acordo com dados de 2005, o rendimento médio per capita ascendia a 1469,99 zł.

## Comunas vizinhas
- Kluczewsko, Koniecpol, Krasocin, Małogoszcz, Oksa, Radków, Secemin, Żytno